# Josep Badia i Moret
Josep Badia i Moret (l'Ametlla del Vallès, 22 de juny del 1905 - 14 de juliol del 1996), fou un mestre i cronista local, resident a l'Ametlla del Vallès.
El 1926 va promoure la creació de la primera biblioteca local del poble, anomenada Amics del Llibre, en plena dictadura de Primo de Rivera. Aquesta biblioteca va romandre oberta fins a l'inici de la dictadura franquista. Actualment, la biblioteca local del poble porta el seu nom.
Badia és especialment reconegut perquè el 1974 va recollir les memòries d'Eugeni Xammar en un llibre que van intitular Seixanta anys d'anar pel món, amb un gran valor documental perquè sinó s'hagueren perdut molts records i vivències d'aquest cèlebre periodista afillat a l'Ametlla. El 1989 també va publicar un recull d'articles de Xammar amb el nom de Periodisme, publicat per l'editorial Quaderns Crema.